# Marchand de journaux

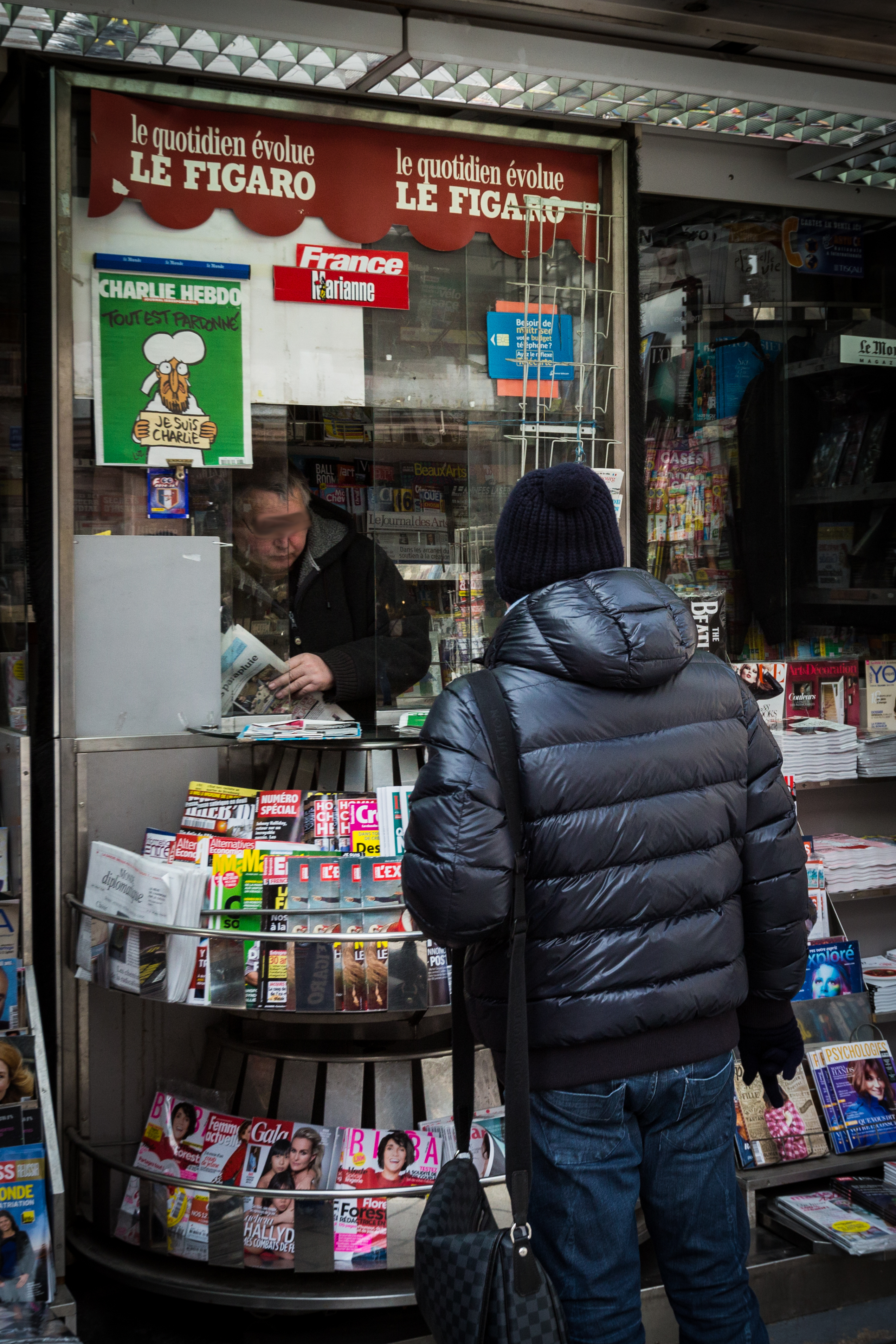
Marchand de journaux à Strasbourg en 2015

Un marchand de journaux est un commerçant indépendant qui vend des titres de presse à l'unité. 
Il exerce généralement dans un kiosque à journaux. On parle alors aussi de kiosquier.

## Règlementation

### En France
Les marchands de journaux vendent au détail les titres de presse qui leur sont distribués par les diffuseurs centraux de presse. Ces derniers bénéficient d'une exclusivité territoriale.